# Équipe de France féminine de cricket
Pour les articles homonymes, voir Équipe de France.
L'équipe de France de cricket féminine représente la France en cricket. Elle est gérée par France Cricket, organisme gérant le cricket en France au sein de la Fédération française de baseball et softball.

## Histoire
L'équipe a été créée en 2011 pour répondre aux exigences de l'ICC en matière de développement du cricket. Les deux premières rencontres internationales ont lieu face à Jersey les 27 et 28 août 2011 à Saumur. La France s'incline lors des deux rencontres.
Depuis leur création, les Dames de France participent chaque année à un tournoi T20 opposant des nations d'Europe continentale. En 2014, à Berlin, elles en remportent la médaille de bronze, derrière l'Italie et l'Allemagne. La même année, elles ramènent également pour la première fois en France le Trophée Olivier-Dubaut grâce à leur victoire contre Jersey.
En 2016, les Dames de France remportent pour la première fois de leur histoire la médaille d'or du tournoi européen T20, devant l'Italie et l'Allemagne.

## Palmarès
Tournoi européen T20 :
- 2014 : Médaille de bronze
- 2016 : Médaille d'or

Trophée Olivier-Dubaut :
- 2014 : Victoire
- 2016 : Victoire